# Lullusfest

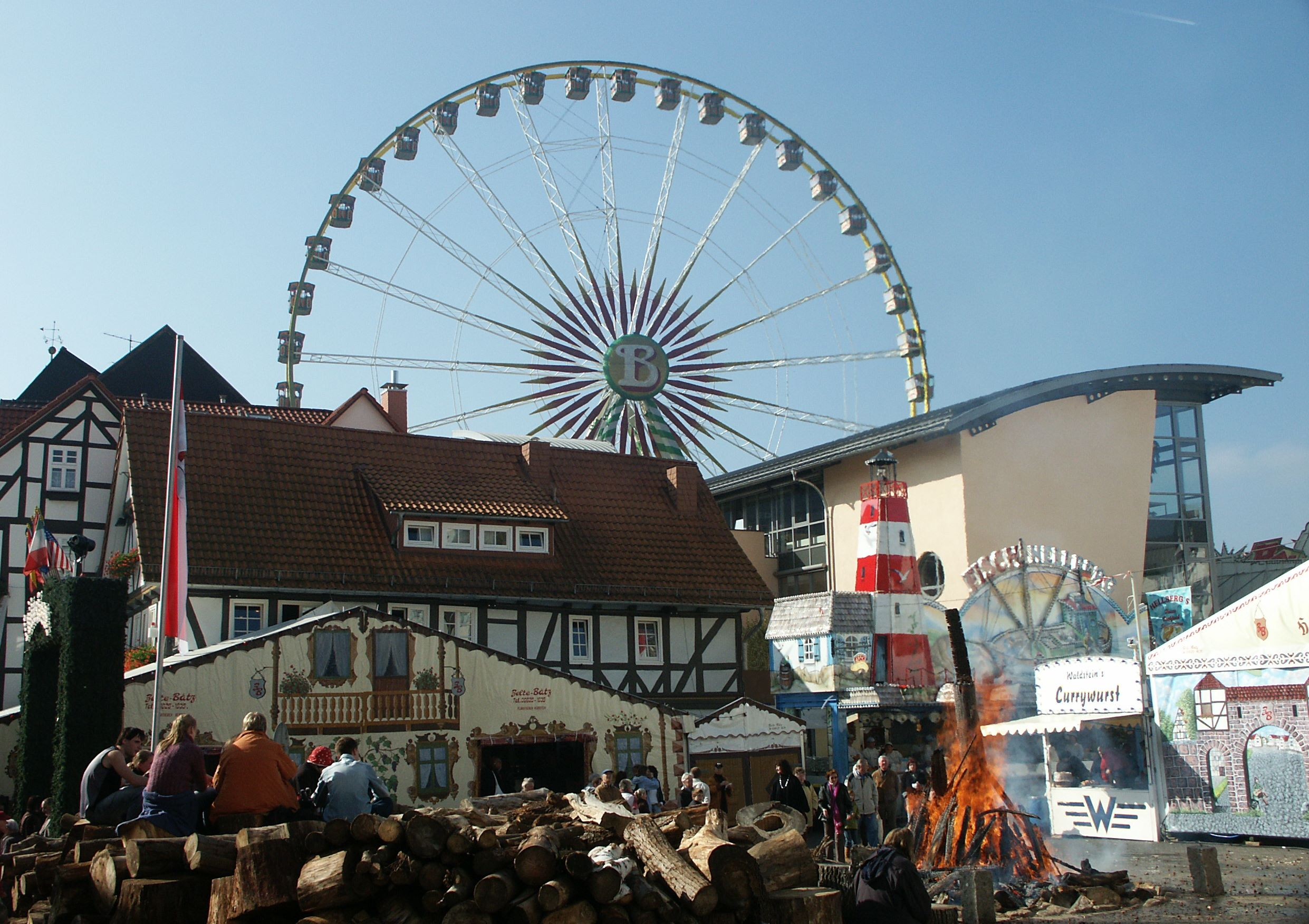
Lullusfest und Lullusfeuer

Das Lullusfest (regional auch umgangssprachlich als Lolls bezeichnet) ist eines der ältesten Volksfeste in Deutschland. Es wird auf dem etwa 1,3 Hektar großen Marktplatz und auf Teilen des etwa 0,5 Hektar großen angrenzenden Linggplatzes in der Innenstadt von Bad Hersfeld gefeiert. Das Fest findet seit 852 in der Woche des 16. Oktober statt und wird auch als Bad Hersfelds „fünfte Jahreszeit“ bezeichnet. Die Besucherzahlen liegen bei 500.000 pro Jahr.

## Geschichte
Das Fest hat seinen Namen von Erzbischof Lullus von Mainz. Er war Nachfolger des Bonifatius auf dem Mainzer Bischofsstuhl. Er gründete um 769 das Benediktinerkloster in Bad Hersfeld. Am 16. Oktober 786 starb Lullus 80-jährig in Hersfeld.
Am 7. April 852 wurde die neue karolingische Säulenbasilika geweiht. Die Umbettung von Lullus, Wigbert und Witta in diese Basilika (Translatio) durch eine Prozession und eine kirchliche Feier fand im gleichen Jahr am 16. Oktober  statt. Dies führte dann zu einem jährlich wiederkehrenden Kirchenfest, zu dem viele Gläubige an die Heiligengräber pilgerten. Sie wurden am 16. Oktober vom Geläut der ganzen Stadt zu den Heiligengräbern gerufen. Ab 1038 wurde auch mit der Lullusglocke geläutet.
Die vielen Pilger und Wallfahrer mussten versorgt werden, so gab es zu dem Fest vermutlich von jeher einen Jahrmarkt (beziehungsweise zog die Volksmenge Kaufleute, Krämer und Schausteller an). Der Markt wurde ab etwa 1373 auf 3 Tage verlängert. Er dauerte von montagmittags 12:00 Uhr bis donnerstagnachts um 1:00 Uhr. Mit der Reformation verschwand das Kirchenfest langsam, aber der Jahrmarkt blieb bestehen. So riefen die Glocken nicht mehr zum Kirchenfest, sie signalisierten montags um 12:00 Uhr die „Lullusfreiheit“. Sie gab den Händlern auf dem Markt die Erlaubnis ihre Waren unter freiem Himmel ohne städtische Abgaben zu verkaufen. Der Markt bot über Jahrhunderte eine große Auswahl an Stoffen, Strickwaren, Hüten und Bekleidung sowie Uhren und optischen Geräten. Es gab auch einen großen landwirtschaftlichen Bereich. Mit der Zeit wurde der Markt immer mehr zu einem Krammarkt, bei dem sich die Bevölkerung aus dem ganzen Kreis mit notwendigen Haushaltsutensilien versorgte. Ab dem Jahr 1911 wurde der Dippenmarkt von Montag bis Sonntag verlängert, wobei es ab 1925 zu dem verkaufsoffenen Sonntag kam. Ab dem 19. Jahrhundert kamen zum Markt Vergnügungs- und Fahrgeschäfte hinzu. Da es immer mehr Einzelhändler gab (später auch Kaufhäuser), die die Bevölkerung das ganze Jahr über mit diesen Waren versorgen konnten, nahm schließlich die Anzahl der Vergnügungs- und Fahrgeschäfte immer mehr zu. Somit entwickelte es sich zu dem Volksfest, wie es heute noch gefeiert wird. Im Jahr 2018 wurden insgesamt 530.000 Besucher gezählt, welches bis heute die höchste gemessene Besucherzahl am Lullusfest ist.

### Besucherzahlen
Seit dem Jahr 2010 werden die jährlichen Besucherzahlen offiziell von der Stadt Bad Hersfeld ermittelt und über die Presse veröffentlicht.

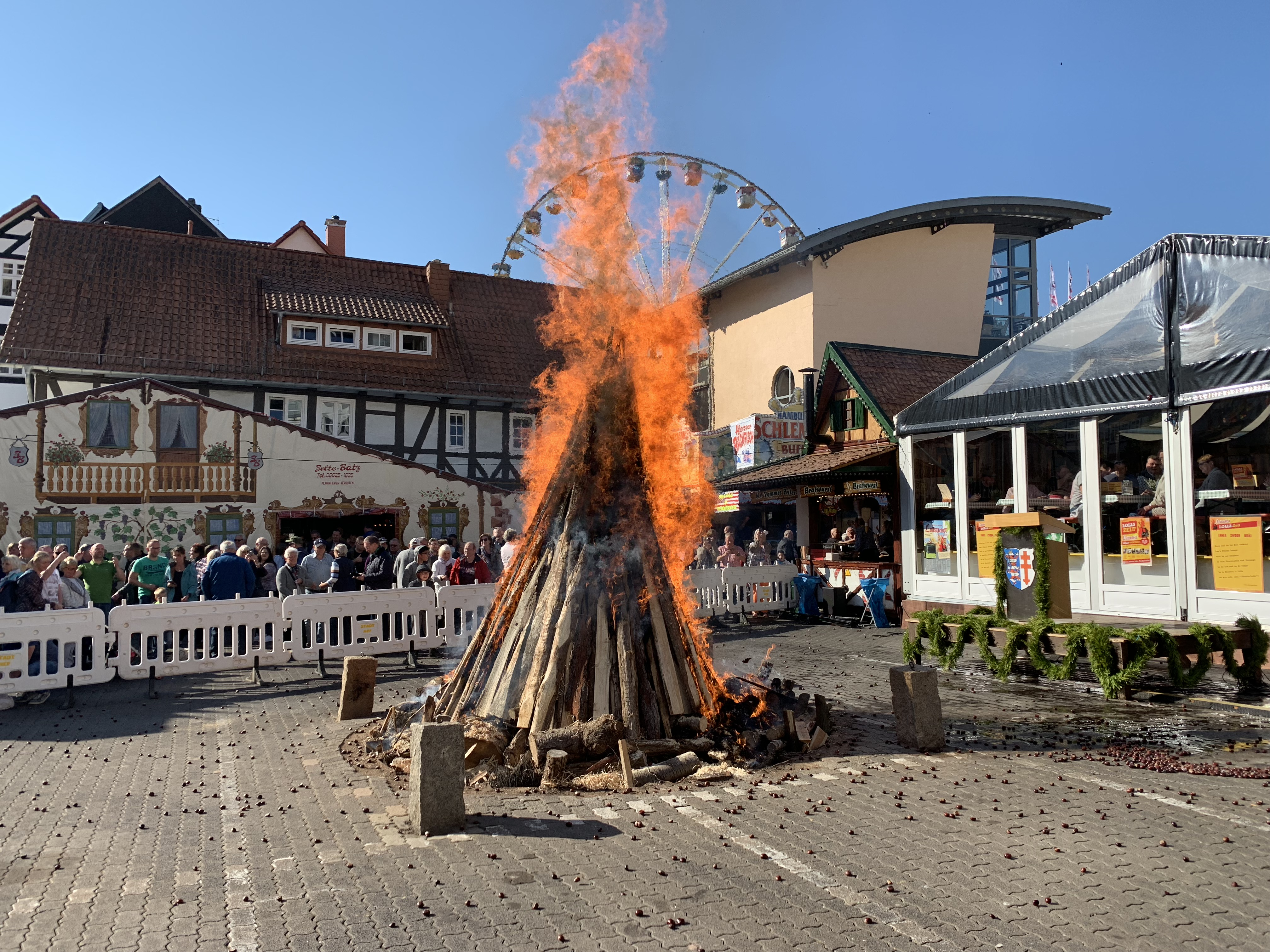
Entzündung des Lullusfeuers auf dem Lullusfest 2018

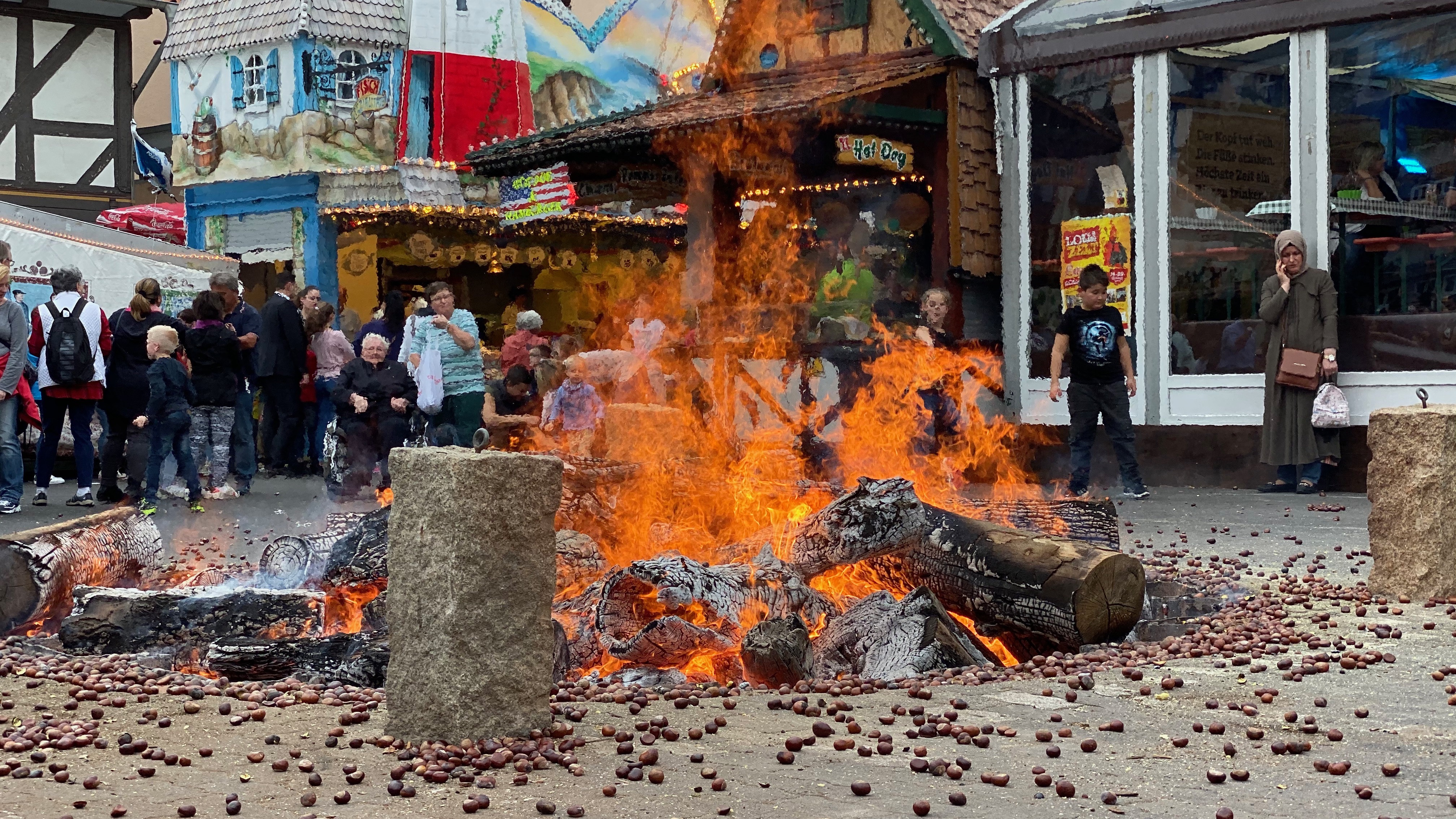
Das Lullusfeuer im Jahr 2019

| Jahr | Besucher |  | Jahr | Besucher    |
| ---- | -------- |  | ---- | ----------- |
| 2010 | 430.000  |  | 2020 | Ausgefallen |
| 2011 | 450.000  |  | 2021 | Ausgefallen |
| 2012 | 460.000  |  | 2022 | 500.000     |
| 2013 | 450.000  |  | 2023 | 500.000     |
| 2014 | 450.000  |  | 2024 | 507.500     |
| 2015 | 480.000  |  |      |             |
| 2016 | 460.000  |  |      |             |
| 2017 | 505.000  |  |      |             |
| 2018 | 530.000  |  |      |             |
| 2019 | 490.000  |  |      |             |

### Lullusfeuer
Das Lullusfeuer (Fierche) und das Aufstellen einer Holzhütte lassen sich auf die Zeit des Kirchenfestes zurückführen. Die Hütte wurde für die Pilger aufgestellt, die keine Unterkunft mehr gefunden hatten und am Feuer mit Nahrung versorgt wurden. Es gibt aber auch noch andere mögliche Ursprünge für den Hüttenbau und das Feuer. Das Feuer könnte mit der ersten Holzkirche zu tun haben. Eine weitere Erklärung könnte auch sein, dass das Feuer für vertriebene Christen, aus dem nahen Grenzbereich zu den noch heidnischen Thüringern und Sachsen, als Signal gedient haben. Sie suchten bei dem Kloster Schutz und fanden in der Hütte Unterkunft.
Das Entzünden wird seit 1926 mit einem Wechselspruch begleitet. In diesem Jahr erhielt die Gestaltung der Eröffnung des Lullusfestes auf Anregung von Wilhelm Neuhaus ihre heutige Form. Das Feuer brannte früher von Montagmittag bis Donnerstagmitternacht. Gegen Ende des 11. Jahrhunderts wurde das Löschen des Feuers um sechs Stunden auf 18 Uhr vorverlegt. Im Jahre 1986 wurde das Löschen des Feuers auf Initiative des amtierenden Bürgermeisters Hartmut H. Boehmer von Donnerstag auf den Sonntag verlegt. Bis 1932 wurde das Feuer still begraben.
Im Jahr 2020 wurde aufgrund der COVID-19-Pandemie auf den Rummel rund um den Marktplatz verzichtet. Das Entzünden des Lullusfeuers wurde in Form eines technischen Feuers auf dem Kirchturm dennoch am Montag, den 12. Oktober um 12 Uhr entzündet und brannte bis einschließlich Freitag, den 16. Oktober um 18 Uhr. Das „Fierche“ sowie bekannte Symbole und Sprüche rund um das Fest wurden auf den Kirchturm projiziert. Auch im Jahr 2021 wurde das Lullusfest abgesagt. Allerdings wurde in der Feuergrube ein symbolisches (Lullus-)Feuer entzündet und auch einige Schausteller waren, im Gegensatz zum Vorjahr, wieder zugelassen. Im Jahr 2022 fand das Lullusfest wieder wie gewohnt statt. Der amtierende Bürgermeister Thomas Fehling sprach anlässlich von knapp 120.000 Besuchern am Eröffnungstag vom "besten Lollsmontag aller Zeiten".

### Enner, zwoon, dräi – Bruder Lolls (Der Lollsruf)
Zum Lullusfest, insbesondere zum Fackel- und zum Festzug gibt es verschiedene Ausrufe zu Lullus Ehren. Bis das Feuer angezündet wird ruft man: „Enner, zwoon, dräi – Budewähn!“ (Budenwagen, die Wagen der Schausteller). Wenn das Lullusfeuer entfacht wurde ruft man (meist nach dem Aufruf von „Attacke!“): „Enner, zwoon, dräi – Bruder Lolls!“. Dabei fällt die Sprachmelodie nach „dräi“ deutlich ab, wobei die erste der drei nachfolgenden Silben deutlich in die Länge gezogen wird. Ursprung und Sinn dieses Ausrufs, der nicht der Hersfelder Mundart entspricht, sind unbekannt. Er wird seit etwa 1926 gerufen.
Im 18. Jahrhundert rief man während des Glockenläutens „Freiheit“ (wegen der Lollsfreiheit), sowie „Bruder Lullus“.

### Das älteste Volksfest Deutschlands
Laut Aussagen der Veranstalter ist das Lullusfest das älteste Volksfest Deutschlands bzw. der Welt, da der geschichtliche Ursprung eine kirchliche Feier aus dem Jahr 852 sei. Die älteste urkundliche Erwähnung unter dem Namen „Lullusfest“ ist jedoch vom 16. November 1326, zudem wurde es nicht durchgehend gefeiert: 1758 bis 1762 gab es beispielsweise kein Fest, weil die Stadt von französischen Truppen besetzt war. Weitere Ausfälle gab es von 1810 bis 1814 (die Wiederaufnahme erfolgte als Herbstmarkt). 1914 bis 1918 fanden nur ein Anzünden des Feuers, aber keine Festlichkeiten statt. Des Weiteren fiel es von 1945 bis 1948 aus. Letztmals fiel es 2020 und 2021 aufgrund der COVID-19-Pandemie aus.
Nach anderen Quellen ist das Volksfest Libori in Paderborn Deutschlands ältestes Volksfest, da es auf ein Ereignis im Jahr 836 zurückgeht. Dieses Fest fand ab dem 9. Jahrhundert statt, änderte aber im Laufe der Jahrhunderte seinen Namen und Platz. So geht die Liborikirmes auf den 1521 gestarteten „Magdalenenmarkt“ zurück.

### Ablauf in der Gegenwart
Samstag

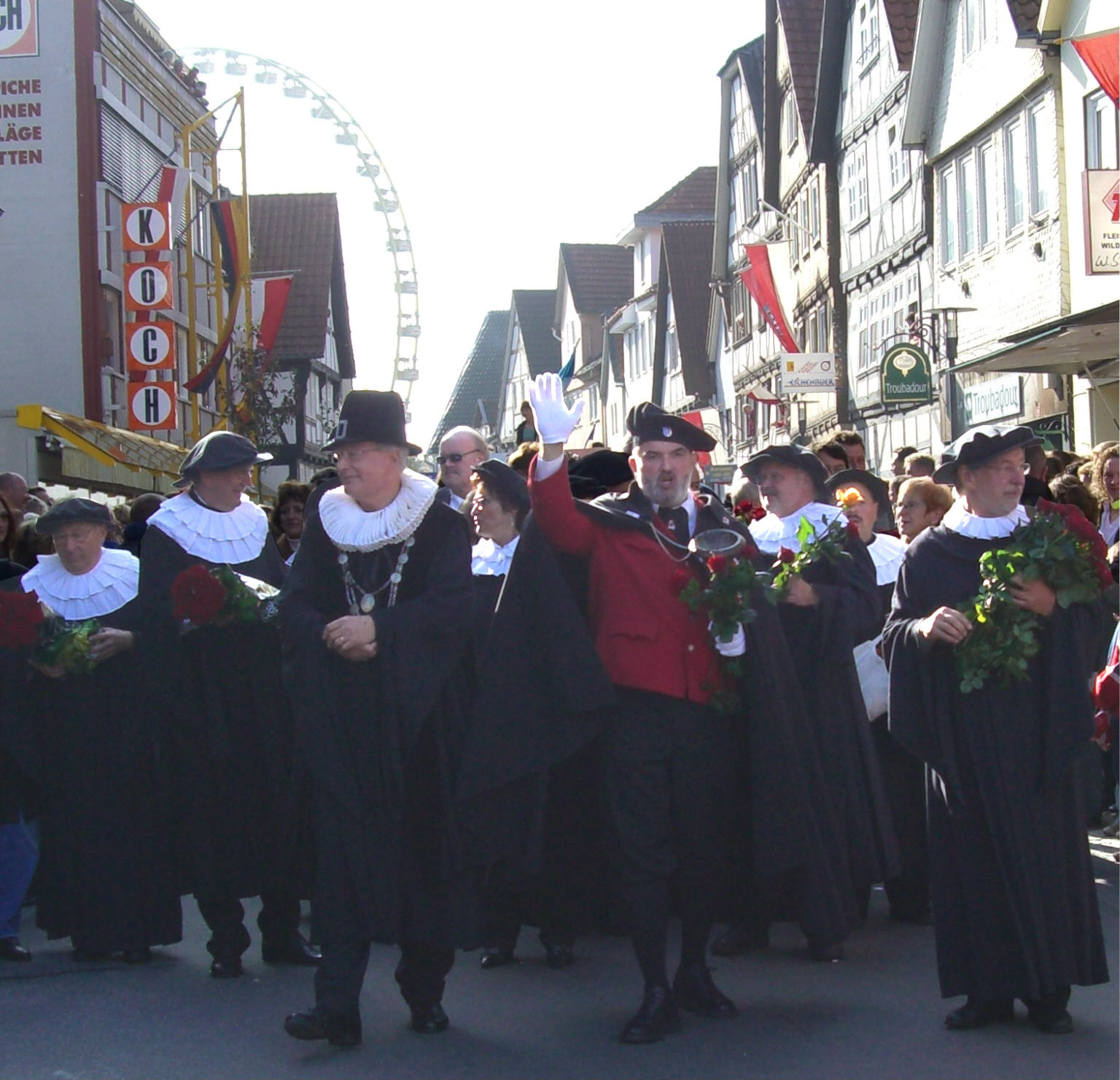
Lullusfest Festumzug 2006: Bürgermeister, Feuermeister und Magistrat

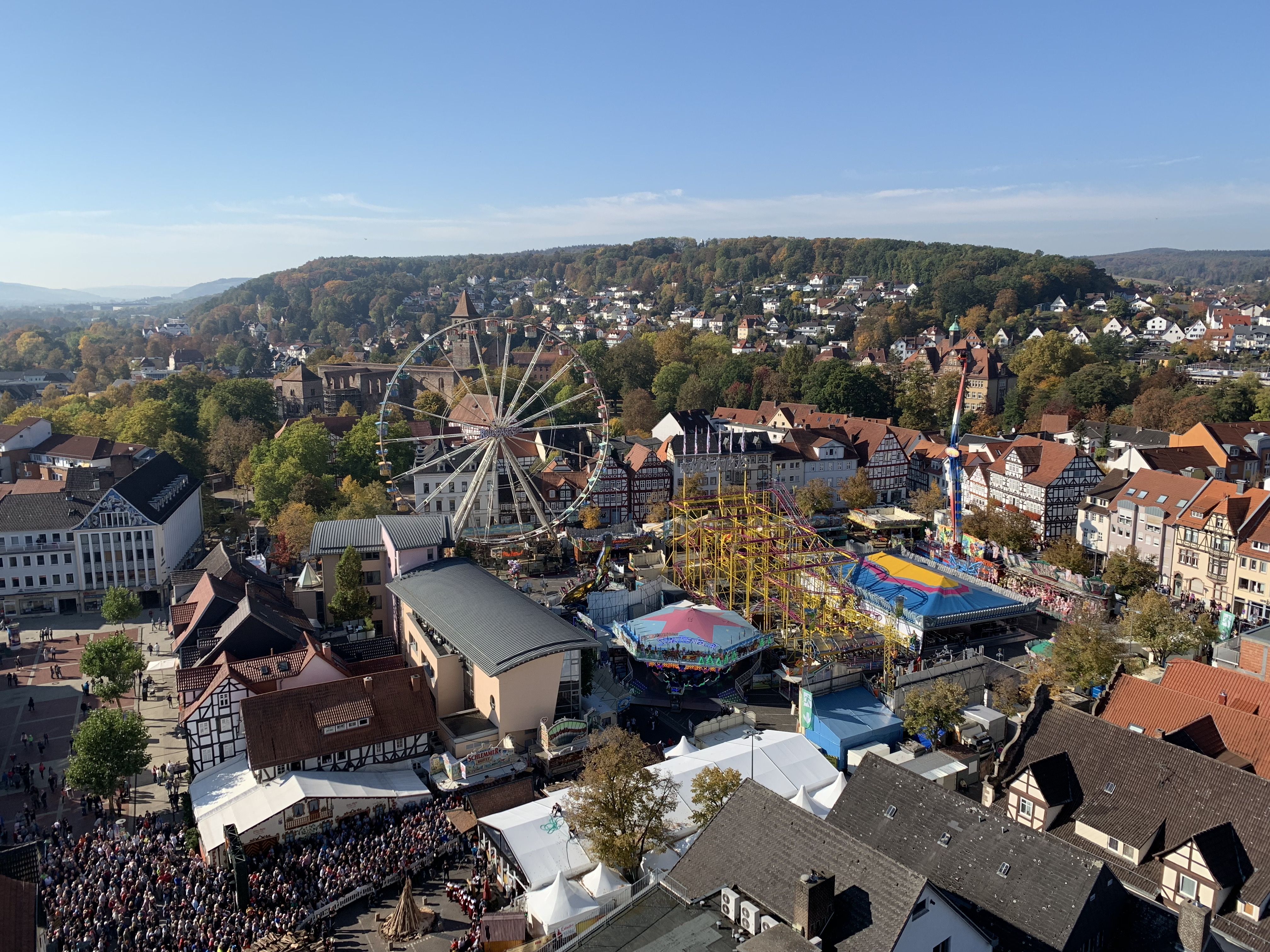
Lullusfest 2018: Fotografiert vom Turm der Stadtkirche aus

- 19:00 Uhr: Lollsball in der Stadthalle vom Tanzsportclub „Rot-Weiß“ Bad Hersfeld e.V.

Sonntag
- 9:30 Uhr: Bad Hersfelder Lollslauf vom Ski-Club-Neuenstein e.V. 1978
- 18:00 Uhr: Schaustellergottesdienst auf dem Marktplatz im Autoscooter
- 19:00 Uhr: Fackel- und Lampionzug mit mehreren Musikkapellen durch die Innenstadt
- 19:45 Uhr: Festrede in der Stiftsruine, Läuten der Lullusglocke und Feuerwerk vor der Stiftsruine

Montag
- 10:00 Uhr: Lollssegen in der Stadtkirche
- 11:45 Uhr: Lollsrede des Bürgermeisters an der Feuerstelle
- 12:00 Uhr: Entzünden des Lullusfeuers, Glockenläuten, Öffnung der Fahrgeschäfte und Buden
- 12:05 Uhr: Festumzug

Mittwoch
- 7:30 Uhr: Lulluskrammarkt („Dippenmarkt“)

Donnerstag
- 20:00 Uhr: Livemusik auf der Bühne am Linggplatz

Sonntag
- Verkaufsoffener Sonntag
- 19:00 Uhr: Ansprache des Feuermeisters und Löschen des Lullusfeuers
- 21:00 Uhr: Feuerwerk vom Stadtkirchturm

Montag
- Familientag mit vergünstigten Angeboten
- 20:30 Uhr: Freiverlosung der Schausteller (Hauptgewinn: Auto)

### Kriminalität
Im Jahr 2009 wurde nach Alkohol- und Gewaltexzessen der Vorjahre die Aktion „Lolls ohne Prolls“ ins Leben gerufen. Die Anzahl der gemeldeten Körperverletzungsdelikte ging von 14 auf 8 zurück. 2014 sorgte eine Gewalttat für große Betroffenheit, bei der ein Budenbetreiber Gäste mit einer Stange verprügelte und schwer verletzte. 2015 schlugen sich 15 „aggressive Heranwachsende (mit Migrationshintergrund)“ vor der Lulluswache. 2016 wurde eine Polizistin von einem Randalierer schwer verletzt.

### Sonstiges
- 1806 wurden beim Umzug etwa 55 Liter Walnüsse geworfen.
- Im Jahr 1911 standen auf dem Marktplatz sechzehn Geschäfte. Die Platzabgaben der Schausteller betrugen damals 2161,20 Mark. Im Jahr 2008 waren es 50 Geschäfte, davon elf Fahrgeschäfte. Die Schausteller zahlten in diesem Jahr etwa 125.000 Euro Standgebühren an die Stadt.[2]
- 1952 wurde die Festrede in der Stiftsruine vom Montag auf den Sonntagabend vorverlegt.
- 2011 besuchte Volker Bouffier als erster amtierender Ministerpräsident offiziell das Lullusfest.[36] Guildo Horn gab ein Konzert.[37]
- 2012 kündigte Feuermeister Udo Roßbach nach 12 Jahren seinen Abschied an.[38]
- 2013 nutzte Bürgermeister Thomas Fehling die Festansprache für einen Heiratsantrag an seine Freundin.[39]
- 2023 kündigte Feuermeister Klaus Otto nach elf Jahren seinen Rücktritt an.[40]